# الحسينية الصغيرة

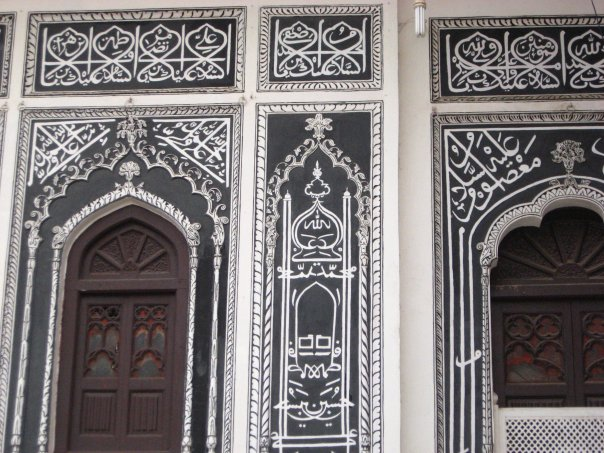
الرادودين الملا علي المرهون والملا هادي المرهون

الحسينيّة الصغيرة (بالأردية: چھوٹا اِمام باڑا، بالهندية:|छोटा इमामबाड़ा) حسينية شيعية في مدينة لكهنؤ الهندية. وكلمة چھوٹا (صفة مذكرة) تعني «صغير» وكلمة اِمام باڑا (اسم مذكر) تعني «حسينية» باللغتين الهندية والأردية. وقد بنى هذه الحسينية محمد علي شاه عام 1838م. ثم دفنت رفاتهُ في هذه الحسينية.